# Chazelles, Haute-Loire
Chazelles är en kommun i departementet Haute-Loire i regionen Auvergne-Rhône-Alpes i centrala Frankrike. Kommunen ligger i kantonen Pinols som tillhör arrondissementet Brioude. År 2022 hade Chazelles 32 invånare.

## Befolkningsutveckling
Antalet invånare i kommunen Chazelles
| Referens: INSEE |